# Foot in Mouth
Foot in Mouth — концертный альбом американской панк-группы Green Day, изданный 25 апреля 1996 года.

## Информация об альбоме
Альбом Foot in Mouth был записан во время нескольких концертов Green Day в 1994—1996 годах, входивших в американское и мировое турне группы. На Foot in Mouth Green Day исполняют песни, выходившие на ранних студийных альбомах — 39/Smooth, Kerplunk!, Dookie и Insomniac.

## Список композиций
1. «Going to Pasalacqua» — 3:52
(записан на концерте в Стокгольме 2 сентября 1995 года)
2. «Welcome to Paradise» — 3:41
(записан на концерте в Сент-Питерсберге, Флорида, 11 марта 1994 года)
3. «Geek Stink Breath» — 2:17
(записан на концерте в Стокгольме 2 сентября 1995 года)
4. «One of My Lies» — 2:21
(записан на концерте в Сент-Питерсберге 11 марта 1994 года)
5. «Stuck with Me» — 2:31
(записан на концерте в Стокгольме 2 сентября 1995 года)
6. «Chump» — 2:33
(записан на концерте в Сент-Питерсберге 11 марта 1994 года)
7. «Longview» — 3:34
(записан на концерте в Сент-Питерсберге 11 марта 1994 года)
8. «2000 Light Years Away» — 2:36
(записан на концерте в Сент-Питерсберге 11 марта 1994 года)
9. «When I Come Around» — 2:42
(записан на концерте в Токио 27 января 1996 года)
10. «Burnout» — 2:24
(записан на концерте в Сент-Питерсберге 11 марта 1994 года)
11. «F.O.D.» — 2:25
(записан на концерте в Праге 26 марта 1996 года)

Треки, записанные на концерте Green Day в Сент-Питерсберге, ранее издавались на альбоме Live Tracks.